# Apatodon
Apatodon là một chi khủng long bị nghi ngờ.
Khi chi này được Marsh đặc tên, ông nghĩ nó là hàm của một con lợn Đại Trung Sinh, nhưng không lâu sau mẫu vật được xác định là đốt sống của một khủng long có lẽ từ thành hệ Morrison của Garden Park, Colorado.